# 青年文学
青年文學（young-adult literature，通常簡稱YA） ，是小說類型之一，目標讀者為未滿40歲的青壯年，可涵蓋自青少年（約13歲至19歲）以至輕熟齡社會人士（約20至40歲）。美國圖書館協會的青壯年人圖書館服務（YALSA），將青少年人視為12到18歲之間，而一些發行商可能會將年齡降低至10歲，或提高到25歲。